# Cense de Solières
 (décembre 2010).
Pour les articles homonymes, voir Cense et Solières (homonymie).
La Cense de Solières est une ancienne demeure seigneuriale située sur les hauteurs de Ben-Ahin, entre Andenne et Huy. Elle est déjà mentionnée dans des actes du XIVe siècle. Les toitures et les façades sont classées.
La Cense de Solières se retrouve dans les écrits sous des noms différents tel que ferme du manoir, manoir de Solières, maison du Bailli ainsi que château-ferme.
Le bâtiment est actuellement la propriété de la famille Surlemont, depuis trois générations.

## Histoire matérielle du bâtiment
Le bâtiment a été construit dans la première moitié du XVIIe siècle. Il est composé d'un important volume flanqué de deux tours, une à l'est et une à l'ouest. La tour est daterait apparemment du XIVe siècle. Il s'agirait donc d'un réemploi. À l'origine, la façade est était la façade principale. Aujourd'hui, il s'agit de la façade ouest.
Une petite annexe est accolée au mur nord mais aucune information sur la datation de cette partie n'a été trouvée.
La Cense de Solières a subi énormément de changements au cours des siècles. Le bâtiment a notamment perdu sa tour Ouest. Des hypothèses existent sur cette disparition mais aucune n'a été confirmée. 
L'abbaye de Solières s'est vue attaquée en 1664, les soldats s'en sont peut-être pris à la demeure seigneuriale. 
Les guerres de Louis XIV en 1674 sont également peut-être à l'origine de la destruction de la tour. L'abbaye de Solières s'est vue pillée pour la seconde fois ainsi que d'autres bâtiments de la région. La tour du château-fort de Fallais a été détruite à cette date. Louis XIV a peut-être réservé le même sort à la vieille ferme.
Une porte et un escalier ont donc été aménagés dans la façade ouest à la place de la tour. 
Au fil des années de nombreuses fenêtres ont été fermées et rouvertes.
Un petit bâtiment en briques a été construit en façade ouest on ne sait à quelle date.
Dans les années 1930, des restaurations ont été effectuées par M. Koening. On ne sait malheureusement rien de ces restaurations.
En 1938, le propriétaire de l'époque, M. de Mélotte, a décidé de faire reconstruire la tour Ouest. Celle-ci s'est vue reconstruire sur les fondations de l'ancienne. C'est grâce à cette reconstruction qu'on a découvert que la tour Ouest était circulaire comme celle de la façade Est. M. de Mélotte n'a cependant pas respecté cette convention d'origine. La tour actuelle est donc octogonale. 
À cette occasion, le petit bâtiment en brique situé en façade Ouest a été détruit. Une porte a été aménagée au rez-de-chaussée de la tour.
En 1955, un garage en blocs de béton a été construit devant la façade Ouest.
On ne sait presque rien sur l'intérieur du bâtiment. Deux cheminées ont été construites au XVIIe siècle. Une au premier étage et une au deuxième. Aujourd'hui, la cheminée du deuxième étage a été démontée. Les carreaux de céramique sont encore visibles sous le revêtement de sol.
En 2002-2003, de nouvelles restaurations ont été effectuées. L'architecte responsable du projet est M. Legrand. Les restaurations se sont divisées en quatre lots :
- lot no 1 le gros-œuvre
- lot no 2 les charpentes et toitures
- lot no 3 menuiserie extérieure et vitrerie
- lot no 4 peintures

De nombreuses pierres en calcaire de Meuse ont été remplacées. Le simple vitrage a été changé pour du double vitrage. Les attaches de volets ont été supprimées.
Les restaurations n'ont concerné que des parties qui devaient absolument être remplacées. En effet, de nombreuses pierres sont encore en mauvais état mais elles ne posent pas de problèmes. Il faudra donc d'autres campagnes de restaurations pour rendre au bâtiment toute sa splendeur d'origine.

## Description
Ce chapitre décrit le bâtiment tel qu'il devait se présenter à son origine au XVIIe siècle.
La Cense de Solières présente un volume parallélépipédique de deux niveaux et demi. La tour est se trouve à l'angle nord tandis que la tour ouest sépare la façade en deux. Il faut également précisé qu'il y a trois registres en façade est et quatre en façade ouest.
Le mur nord possède deux ouvertures dans l'annexe. Le deuxième registre est percé d'une baie collée à la tour. Le troisième registre compte une baie.
Le premier registre de la façade Est compte trois baies ainsi qu'une ouverture. Le premier registre de la tour compte, lui, une ouverture et une baie. Le deuxième registre présente cinq baies. Le deuxième registre de la tour en possède deux. Le troisième registre possède cinq baies. Celui de la tour en possède une. 
Le premier et le deuxième registre sont séparés par un cordon-larmier.
Le premier registre de la façade Ouest ne compte pas d'ouverture. Un cordon-larmier sépare le premier et le deuxième registre. Le deuxième registre compte deux baies de part et d'autre de la tour. Un cordon-larmier sépare le deuxième et le troisième registre. Le troisième registre possède deux baies à gauche de la tour et une à droite. Le quatrième registre possède trois baies à gauche de la tour et une à sa droite.
Comme il n'y a pas d'information sur l'ancienne tour Ouest, aucune ouverture n'est précisée dans cette description.
Le mur sud possède une baie.
Des corbeaux sont situés sous la corniche et font tout le tour du bâtiment.
La Cense de Solières est construite en divers matériaux. Le soubassement est construit en moellons de grès houiller du namurien. La partie supérieure est construite en briques selon un appareil croisé. Le calcaire de Meuse taillée est utilisé pour les chaînes d'angles et les éléments portants. La tour Est étant construite en moellons de grès on peut supposer que la tour Ouest était également construite dans ce matériau. Les traces d'outils sont encore visibles sur les pierres. Le ciseau a été utilisé pour tailler ces pierres et la ciselure périphérique a été utilisée.

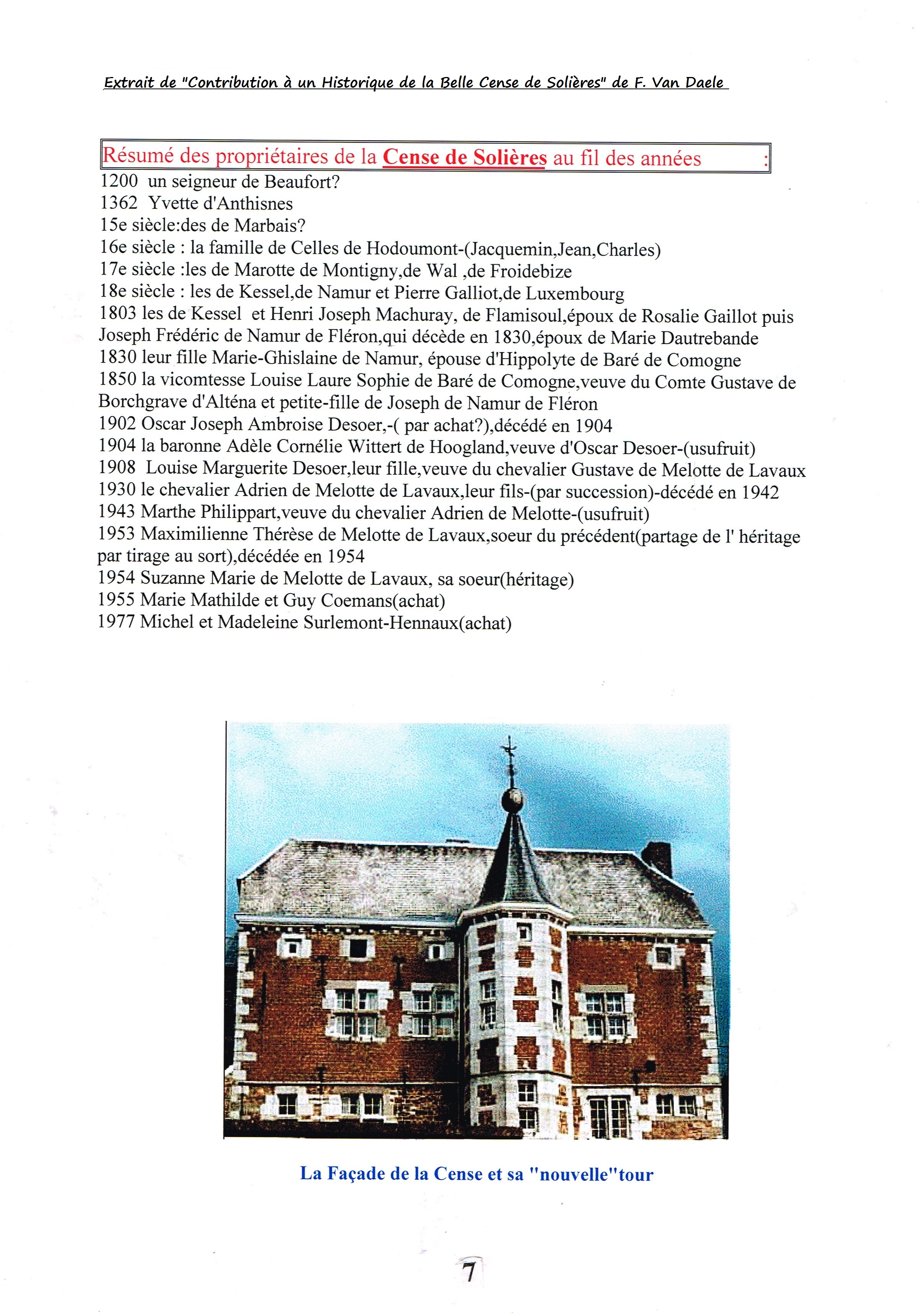
extrait de "Contribution à un Historique de la Belle Cense de Solières" de Freddy Van Daele/ Hosdent-sur-Mehaigne 2002.

## Sources et références
1. ↑   cf F. VAN DAELE, Contribution à un historique de la Belle Cense de Solières, Hosdent-sur-Mehaigne, 2002